# Serrat de la Casa Gran
El Serrat de la Casa Gran és una muntanya de 759 metres que es troba al municipi de Montclar, a la comarca catalana del Berguedà.